# Občina Sveti Jurij ob Ščavnici
Občina Sveti Jurij ob Ščavnici je ena od občin v Republiki Sloveniji.

## Naselja v občini
Biserjane, Blaguš, Bolehnečici, Brezje, Čakova, Dragotinci, Gabrc, Galušak, Grabonoš, Grabšinci, Jamna, Kočki Vrh, Kokolajnščak, Kraljevci, Kupetinci, Kutinci, Mali Moravščak, Rožički Vrh, Selišči, Slaptinci, Sovjak, Stanetinci, Stara Gora, Sveti Jurij ob Ščavnici, Terbegovci, Ženik, Žihlava

## Znani občani
- politik Anton Korošec
- narodni buditelj Davorin Trstenjak
- pesnik in politik Edvard Kocbek
- dramatik in akademik Bratko Kreft
- publicist in diplomat Ivan Kreft